# 克莱·约翰逊
克莱顿·H·约翰逊（英語：Clayton H. Johnson，1956年7月18日—），美国NBA联盟前职业篮球运动员。他在1978年的NBA选秀中第5轮第110顺位被波特兰开拓者选中。